# Zachar Bron

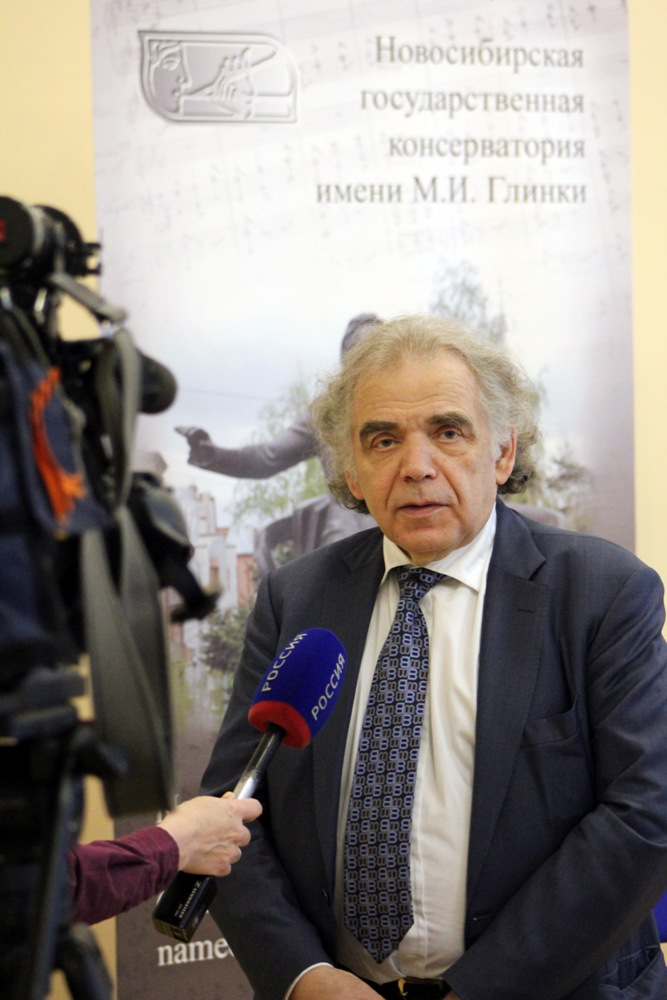
Zachar Bron

Zachar Noechimovitsj Bron (Russisch: Захар Нухимович Брон) (Oeralsk, 17 december 1947) is een Russische violist en vioolpedagoog. Onder anderen Maksim Vengerov en Vadim Repin studeerden bij hem.
Voordat hij bekend werd, was hij al tijdens zijn eigen studie assistent van Igor Oistrach aan het Tsjaikovski Conservatorium in Moskou, daarna was hij privé-vioolleraar in Novosibirsk, daarna gaf hij les aan de Royal Academy of Music in Londen, het Conservatorium van Rotterdam, de Musikhochschule in Lübeck en de Escuela Superior de Música Reina Sofía in Madrid. In 1997 kreeg hij een baan aan de Keulse Musikhochschule.
Zachar Bron won diverse prijzen op grote vioolcompetities (Wieniawski Internationale Viool Competitie in Poznań, Koningin Elisabethwedstrijd in Brussel e.a.), en nam vele cd's op. Hij speelt regelmatig recitals, kamermuziek en soleert regelmatig in vioolconcerten. Met pianiste Irina Vinogradova vormt hij al lange tijd een vast duo.